# Светски куп у одбојци за жене 1985.
4. Светски куп у одбојци за жене се одржао у Јапану од 10-20. новембра 1985. Утакмице су се играле у четири града: Сапору, Фукуоки, Ивамизави и Токију. Учествовало је 8 екипа, а победник је била репрезентација Кине.

## Систем такмичења
- Право да учествују су поред домаћина имали прваци континената (Европе, Азије, Африке, Северне и Јужне Америке) и две екипе које су добиле специјалне позивнице организатора (вајлд кард). Играло се у једној групи по једноструком бод систему (свако са сваким једну утакмицу). Првопласирана екипа је била освајач Купа.

## Земље учеснице
- Јапан : домаћин
- Тунис : првак Африке
- Куба : првак Северне Америке
- Перу : првак Јужне Америке
- Кина : Олимпијски првак
- Совјетски Савез :првак Европе
- Бразил : специјална позивница организатора
- Јужна Кореја : специјална позивница организатора

## Табела
| 2° место Куба | Победник 4. Светског купа у одбојци за жене 1985. Кина 2° титула | 3° место Совјетски Савез |

| \| Поз. \| Репрезентација \| \| ------ \| -------------- \| \| Злато \| Кина \| \| Сребро \| Куба \| \| Бронза \| СССР \| \| 4 \| Јапан \| \| 5 \| Перу \| \| 6 \| Бразил \| \| 7 \| Јужна Кореја \| \| 8 \| Тунис \| | - Најкориснији играч (МВП): Ланг Пинг - Најбољи нападач: Миреја Луис Ернандез - Најбољи блокер: Габријела Перез дел Солар - Најбољи техничар: Јанг Силан - Најбољи одбрамбени играч: Синае Мицуо |
| Поз. | Репрезентација |
| Злато | Кина |
| Сребро | Куба |
| Бронза | СССР |
| 4 | Јапан |
| 5 | Перу |
| 6 | Бразил |
| 7 | Јужна Кореја |
| 8 | Тунис |